# Architectonisch en historisch reservaat Shusha

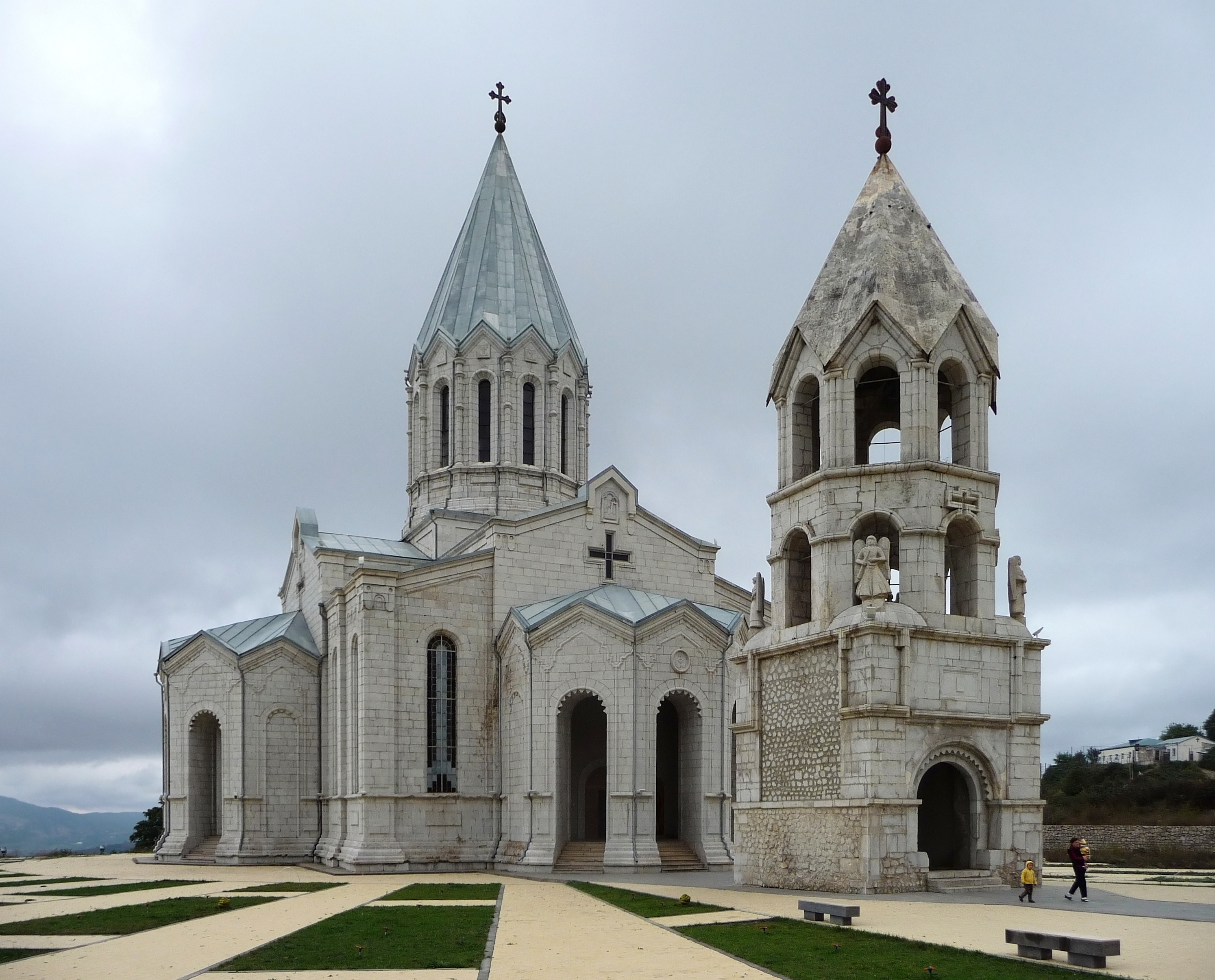
Kerk

Historisch en Architectonisch staatsreservaat Shusha is sinds 1977 een staatsreservaat in Azerbeidzjan en opgenomen op de voorlopige Werelderfgoedlijst.
Susha werd onder de naam Panahabad gesticht door de heerser van het khanaat Karabach, Panah Ali Khan. In 1841, na de Russische overname van het khanaat in 1805, werd de stad een provinciaal centrum. Shusha wordt vanwege de ligging  op de top van de berg, wel 'de stad op de rots’ genoemd. Behalve door steile afgronden, is de stad omgeven door dichte bossen. De piek van de berg heeft een hoogte van 1600 meter boven de zeespiegel.

## Architectuur
Shusha vormt net als verscheidene andere kastelen in de Kaukasus gebouwd wat betreft bouw een eenheid met de omgeving.  De bouw van Shusha verliep in drie fasen. In de eerste fase, 1753-1754, kwamen de vestingmuren, torens en negen districten tot stand. Gedurende de tweede fase, 1756-1805, kwamen er 20 districten bij. Nadat de stad onderdeel werd van het Russische Rijk, vond de bouw verder op de westelijke kanten op de berg plaats. Elk district van Shusha heeft madrassas , moskeeën en badhuizen. De moskeeën van de districten zijn rechthoekig van vorm en gebouwd van lokale witte stenen. De meest bekende moskeeën van Shusha zijn Yukhari Govhar Agha en Ashaghi Govhar Agha. We vinden er verder fraaie straten, pleinen, kerken, bronnen, musea, paleizen en huizen. Shusha geldt als het centrum van de Azerbeidzjaanse muziek, cultuur en architectuur van de 18de-19de eeuw. De geschiedenis van de stad gaat echter verder terug. Er zijn ook resten van vroegere beschavingen gevonden, zoals gereedschappen en keramiek uit het Paleolithicum en Mesolithicum.